# 디즈니선

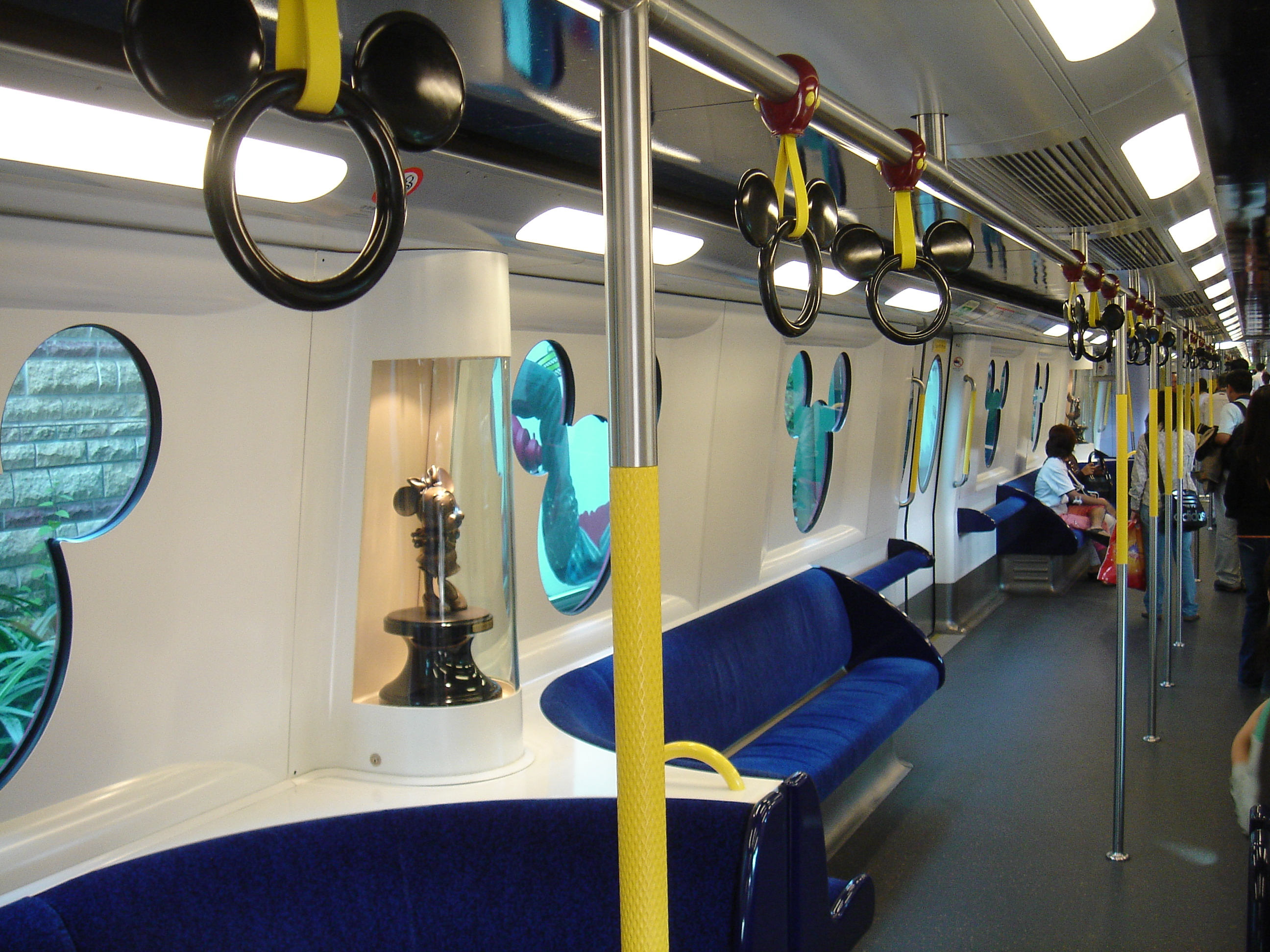
디즈니랜드 선 열차 내부

디즈니 선 (迪士尼線) 혹은 디즈니랜드 리조트 선 (Disneyland Resort Line)은 홍콩 지하철의 노선으로, 2005년 6월 1일에 개통하였다.
서니베이와 홍콩 디즈니랜드 리조트를 잇는 노선으로, 노선도에 표시되는 노선색은 분홍색이다. MTR과 KCR 합병 이전에 MTR이 소유하던 일곱 노선 중 하나로, 디즈니랜드를 직접 잇는 지하철 노선으로는 세계 최초이다.
디즈니 선에는 총 두 개의 역이 있으며 서니베이 역과 디즈니랜드 리조트 역이다. 두 역간에는 왕복 운행이 이뤄진다. 서니베이 역에서는 둥충 선으로 갈아탈 수 있으며 이곳에서 칭이 역이나 둥충 역 방면으로 갈 수 있다.

## 역 목록
|  | 서니베이 | 欣澳   | Sunny Bay         | 취안완 구 | ■홍콩 지하철 둥충선 |
|  | 디즈니   | 迪士尼 | Disneyland Resort | 취안완 구 |                     |

## 사진
- 서니베이 역
- 디즈니랜드 리조트 역

## 같이 보기
- 홍콩 지하철